# Georg Weise (Politiker, 1870)
Georg Weise (* 17. April 1870 in Berlin; † 31. Dezember 1945 in Neustrelitz) war ein deutscher Fabrikbesitzer und Politiker.

## Leben
Weise war Fabrikbesitzer in Strelitz-Alt. Er gehörte für die DDP der Verfassunggebenden Versammlung von Mecklenburg-Strelitz an. 